# Avangarda (konwent)
Avangarda – konwent fantastyki, odbywający się corocznie w Warszawie od 2005 roku (z wyjątkiem 2013 roku, kiedy odbył się w Warszawie Polcon), do 2015 roku, organizowany przez Stowarzyszenie Miłośników Fantastyki „Avangarda”. Od roku 2009 konwent był imprezą czterodniową odbywająca się zwykle w lipcu.

## Przebieg
Oferta programowa Avangardy jest bardzo różnorodna, w trakcie imprezy odbywają się:
- Spotkania z twórcami (pisarzami, tłumaczami, aktorami, rysownikami, autorami systemów RPG),
- prelekcje dotyczące aspektów fantastyki w kulturze oraz popularnonaukowe,
- panele dyskusyjne,
- pokazy,
- konkursy,
- LARP-y.

Dodatkowo przez cały czas trwania konwentu dostępny jest games room przeznaczony do gier planszowych i karcianych.

## Edycje
W 2010 konwent przyciągnął ok. 1500 osób. Rok później, w trakcie siódmej edycji, jego motywem przewodnim konwentu byli szpiedzy. Do 2015 odbyło się 10 edycji konwentu Avangarda. W 2016 roku Stowarzyszenie Miłośników Fantastyki „Avangarda” zapoczątkowało nowy cykl konwentów „Bazyliszek”.